# Hermann Schmitz (Maler, 1812)
Hermann Schmitz (* 1812 in Düsseldorf; † um 1870) war ein deutscher Genre- und Interieurmaler der Düsseldorfer Schule.

## Leben

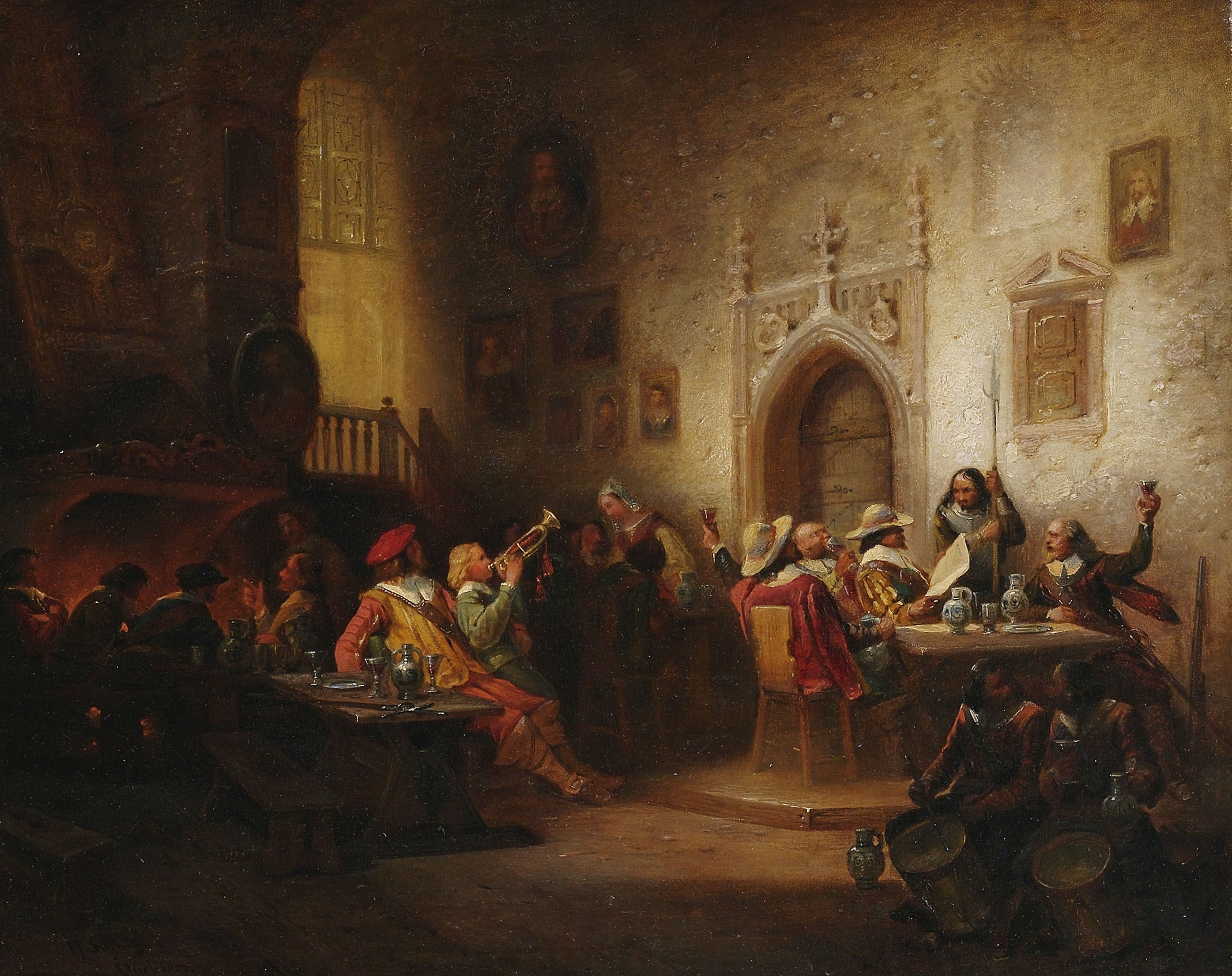
Soldaten in einem Speisesaal (Zechende Krieger)

Schmitz studierte von 1829 bis 1838 an der Kunstakademie Düsseldorf Malerei. Dort waren Theodor Hildebrandt und Wilhelm Schadow seine Lehrer. Schmitz war in seiner Vaterstadt als Künstler tätig. Häufig schuf er Darstellungen aus dem Mönchs- und Klosterleben.